# Ніколае Добрин
Ніколае Добрин (рум. Nicolae Dobrin, нар. 26 серпня 1947, Пітешть — пом. 26 жовтня 2007, Пітешть) — румунський футболіст, що грав на позиції атакувального півзахисника. По завершенні ігрової кар'єри — тренер.
Більшість як ігрової, так й тренерської кар'єри провів у клубі «Арджеш», був гравцем національної збірної Румунії.
Дворазовий чемпіон Румунії. 

## Клубна кар'єра
Народився 26 серпня 1947 року в місті Пітешть. Вихованець футбольної школи клубу «Арджеш». Дорослу футбольну кар'єру розпочав 1962 року в основній команді того ж клубу, в якій провів дев'ятнадцять сезонів, взявши участь у 390 матчах чемпіонату. Більшість часу, проведеного у складі «Арджеша», був основним гравцем команди. Двічі допомагав команді вигравати чемпіонат Румунії, а також тричі визнавався Футболістом року в Румунії.
Протягом 1981—1982 років захищав кольори «Тирговіште».
Завершив професійну ігрову кар'єру у все тому ж «Арджеші», до якого повернувся 1982 року і де протягом сезону провів останні п'ять ігор своєї кар'єри як граючий тренер.

## Виступи за збірну
1966 року дебютував в офіційних матчах у складі національної збірної Румунії. Протягом кар'єри у національній команді, яка тривала 15 років, провів у формі головної команди країни 48 матчів, забивши 6 голів.
У складі збірної був учасником чемпіонату світу 1970 року в Мексиці.

## Кар'єра тренера
Розпочав тренерську кар'єру 1982 року, очоливши тренерський штаб «Арджеша». Тренував команду до 1985 року, причому у першому сезоні був граючим тренером.
1985 року прийняв пропозицію очолити тренерський штаб клубу «Ботошані», в якому пропрацював протягом сезону.
В подальшому ще декілька разів був головним тренером «Арджеша», востаннє 2001 року. Помер 26 жовтня 2007 року на 61-му році життя у рідному місті Пітешть.

## Титули і досягнення

### Командні
- Чемпіон Румунії (2):

«Арджеш»: 1971-1972, 1978-1979

### Особисті
- Футболіст року в Румунії (3):

1966, 1967, 1971